# Hélène Pastor
Hélène Pastor (Mónaco, 31 de marzo de 1937 - Niza, 21 de mayo de 2014) fue una empresaria y heredera monegasca. Dirigió lo que se considera la "segunda dinastía" de Mónaco y fue la mujer más rica del principado. Fue asesinada por una pandilla, donde uno de los miembros era su yerno. Posteriormente, éste fue encarcelado con una sentencia de cadena perpetua en 2018.

## Primeros años
Hélène Pastor nació en 1937. Su padre, Gildo Pastor, era heredero y empresario. Su abuelo paterno, Jean-Baptiste Pastor, fue un trabajador de la construcción italiano que se mudó a Mónaco en la década de 1880.
Creció en Mónaco con sus dos hermanos, Michel Pastor y Victor Pastor.

## Negocios
Fue propietaria de Hélène Pastor Pallanca SAM, una empresa inmobiliaria. Era propietaria de Le Bahia y Émilie Palace en el distrito de Larvotto, los edificios de apartamentos Trocadero, Continental y Le Schuylkill, y el Gildo Pastor Center en el distrito de Fontvieille. Estos edificios tenían un valor de 3.700 millones de dólares.
Hélène era la mujer más rica de Mónaco. La mayor parte de su riqueza provenía del cobro de rentas de sus edificios. En su obituario, The Daily Telegraph la llamó "el miembro más antiguo y aún vivo de lo que es, en efecto, la segunda dinastía de Mónaco después de la dinastía gobernante, los Grimaldis". Era conocida en Mónaco como "La Vice Princesse" (en español: "La Vice-Princesa").

## Vida personal
Hélène se casó dos veces. Con su primer marido tuvo una hija, Sylvia Pastor, nacida en 1961, que vivió durante 28 años con Wojciech Janowski, un empresario de origen polaco.
Luego se casó con el dentista Claude Pallanca. Tuvieron un hijo, Gildo Pallanca Pastor, nacido en 1967.

## Asesinato
El 6 de mayo de 2014, Pastor viajaba en automóvil desde el hospital L'Archet en el oeste de Niza, Francia, donde había estado visitando a su hijo. Minutos más tarde, un hombre armado disparó contra su automóvil, hiriendo tanto a Pastor como a su chofer, Mohamed Darouich. La llevaron de urgencia al hospital Saint Roch en el centro de Niza y entró en coma. Darouich murió a causa de sus heridas el 11 de mayo. Pastor despertó del coma el 16 de mayo, pero murió cinco días después, el 21 de mayo a los 77 años.
Tras su muerte, el Palacio del Príncipe de Mónaco emitió un comunicado que decía: "Su Alteza Real el Príncipe expresa su profunda compasión por los hijos de la Sra. Hélène Pastor-Pallanca ante el anuncio de su trágico fallecimiento". A su funeral asistió Alberto II, Príncipe de Mónaco.
Christian Estrosi, alcalde de Niza, emitió la siguiente declaración: "Mis pensamientos están con Gildo, el hijo de Hélène Pastor, así como con todos sus familiares. Comparto su dolor y pena. Mis pensamientos también están con todos los monegascos que quedaron devastados por esta tragedia".
En junio de 2014, el yerno de Hélène, Wojciech Janowski, admitió estar involucrado en su asesinato. En 2017, Janowski y nueve personas más, incluido el preparador físico Pascal Dauriac y su cuñado Abdelkader Belkhatir, fueron citados al tribunal para un juicio. El 17 de octubre de 2018, Janowski fue condenado a cadena perpetua.